# André Leyraud
Pour les articles homonymes, voir Leyraud.
André Leyraud, né le 25 janvier 1786 à Guéret (Creuse) et mort le 29 décembre 1864 à Paris, est un homme politique français.

## Biographie
Avocat à Guéret et poète, Leyraud se montre favorable à la Restauration en 1814. Toutefois, pendant les Cent-Jours, il est élu le 19 mai 1815, avec 53 voix sur 101 votants, député de la Creuse à la Chambre des représentants, où il siège dans la majorité. Ainsi, lors de 22 juin 1815, il tente de sauver la dynastie des Bonaparte.
Pendant la Seconde Restauration, il est nommé maire de Guéret en 1815, poste qu'il occupe jusqu'en 1834, tout en plaidant au barreau. Rallié aux Bourbons, il compose en 1820 une ode sur la naissance du duc de Bordeaux. La même année, cependant, il adhère à la société « Aide-toi, le Ciel t'aidera », dont il devient le président local le 29 août 1829, le jour de la formation du ministère Polignac. Cet engagement lui vaut la sympathie de la monarchie de Juillet, et Dupont de l'Eure le nomme procureur du roi à Guéret, fonction qu'il abandonne bientôt pour se présenter aux élections législatives.
Après un échec le 24 novembre 1827, où il n'avait obtenu que 24 voix, il est élu par le 1er collège de la Creuse, à Guéret, le 5 juillet 1831, avec 134 voix sur 161 votants et 230 inscrits. siégeant au centre-gauche, il soutient la politique des différents gouvernements.
Il est plusieurs fois réélu, le 21 juin 1834 avec 126 sur 157 votants et 230 inscrits, le 4 novembre 1837 avec 132 voix sur 143 votants et 226 inscrits, le 2 mars 1839 avec 140 voix sur 153 votants. En 1837, il est fait chevalier de la Légion d'honneur. À Guéret au moment de l'attentat de Joseph Fieschi, il adresse une harangue en faveur de Louis Philippe à la garde nationale et manque de se battre avec un soldat qui a répondu à son exclamation : « Vive le roi! » par : « Vive la charte! »
Le 12 mai 1839, il est nommé directeur des affaires civiles au ministère de la justice par le gouvernement Soult. Contraint de se représenter, il est réélu le 4 décembre 1839 avec 165 voix sur 187 votants puis le 9 juillet 1842 avec 166 voix sur 194 votants et 263 inscrits. Faisant partie des représentants fonctionnaires, il vote régulièrement en faveur du parti de la Cour.
Réélu le 1er août 1846 avec 163 voix sur 283 votants et 309 inscrits, il dénonce les manœuvres du gouvernement lors de l'élection et prend place parmi l'opposition au ministère Guizot, contre lequel il fonde en Creuse, en 1843, L'Éclaireur de la Creuse et de l'Indre, dirigé ensuite par George Sand et Pierre Leroux.
Après la révolution de février 1848, il est élu le 23 avril 1848 député de la Creuse, le 3e sur 7 avec 21 203 voix sur 69 820 inscrits, à l'Assemblée constituante, où il vote souvent avec la droite et fait partie du comité de la justice. Opposé à la politique de Louis-Napoléon Bonaparte, il se présente le 29 février 1852, après le coup d'État du 2 décembre 1851 comme candidat de l'opposition au Corps législatif dans la 1re circonscription de la Creuse. Il échoue face au candidat officiel avec 12 456 voix contre 12 831 à son adversaire, Delamarre. De même, il se fait battre lors des élections législatives du 22 juin 1857, par le même concurrent, avec 6 374 voix contre 12 248 à l'élu.
Il est enterré au cimetière des Pénitents noirs de Guéret dans la tombe de la famille Leyraud.